# Éder Bonfim
Éder José de Oliveira Bonfim (* 3. April 1981 in Cuiabá, Mato Grosso) ist ein brasilianischer ehemaliger Fußballspieler.

## Karriere
Éder Bonfim kam im Jahr 2002 nach Europa und spielte zunächst für Benfica Lissabon in der portugiesischen SuperLiga. Er kam nur auf wenige Einsätze und schloss sich Anfang des Jahres 2003 Estrela Amadora an, das seinerzeit in der zweitklassigen Liga de Honra spielte. Er wurde zum Stammspieler und erreichte mit dem Klub an Saison 2002/03 den Aufstieg in die SuperLiga.
Zur neuen Spielzeit verließ er den Verein und wechselte zu Sporting Braga. Mit den Nordportugiesen spielte er in der Saison 2003/04 um die internationalen Plätze mit, verpasste aber als Fünftplatzierter die Qualifikation zum UEFA-Pokal. Éder Bonfim wechselte innerhalb der Liga zu Aufsteiger Vitória Setúbal. Er wurde auch hier Stammspieler und konnte sich mit seinem neuen Klub nicht nur im gesicherten Mittelfeld platzieren, sondern gewann mit dem Pokalsieg 2005 auch seinen ersten Titel.
Dennoch verließ Éder Bonfim den Verein und schloss sich dem ambitionierten Ligakonkurrenten União Leiria an. Nach einem siebenten Platz in der Saison 2005/06 konnte er mit dem Verein dieses Ergebnis in der folgenden Spielzeit wiederholen und sich obendrein für den UI-Cup qualifizieren. Dort gelang nach einem Sieg gegen den serbischen Vertreter FK Hajduk Kula der Sprung in den UEFA-Pokal und schied in der 1. Runde gegen Bayer 04 Leverkusen aus. In der heimischen Liga konnte Leiria diese Erfolge nicht bestätigen und musste als Tabellenletzter in die Liga de Honra absteigen.
Nach dem Abstieg verließ Éder Bonfim Leiria und Portugal und fand in Rumänien beim Spitzenklub FC Timișoara eine neue sportliche Heimat. In der Saison 2008/09 konnte er sich zunächst nicht durchsetzen und wurde in der Winterpause an den abstiegsbedrohten Ligakonkurrenten Gloria Buzău ausgeliehen. Auch hier kam er nur unregelmäßig zum Einsatz und konnte so den Klassenverbleib nicht sichern. Er kehrte nach Timișoara zurück und konnte sich in der Saison 2009/10 als Stammspieler etablieren. Am Saisonende gelang ihm die Qualifikation zur Europa League.
Durch seine Leistungen wurde der rumänische Rekordmeister Steaua Bukarest auf Éder Bonfim aufmerksam und holte ihn im Sommer 2010 in die Hauptstadt. Mit Steaua gewann er im Jahr 2011 den rumänischen Pokal. Im Sommer wechselte er zu FK Xəzər Lənkəran nach Aserbaidschan. Seit Mitte 2013 ist er ohne Verein.

## Erfolge
- Portugiesischer Pokalsieger: 2005
- Rumänischer Pokalsieger: 2011
- Qualifikation zum UEFA-Pokal: 2007, 2010
- Aufstieg in die portugiesische SuperLiga: 2003